# Ровинський Вікентій Павлович

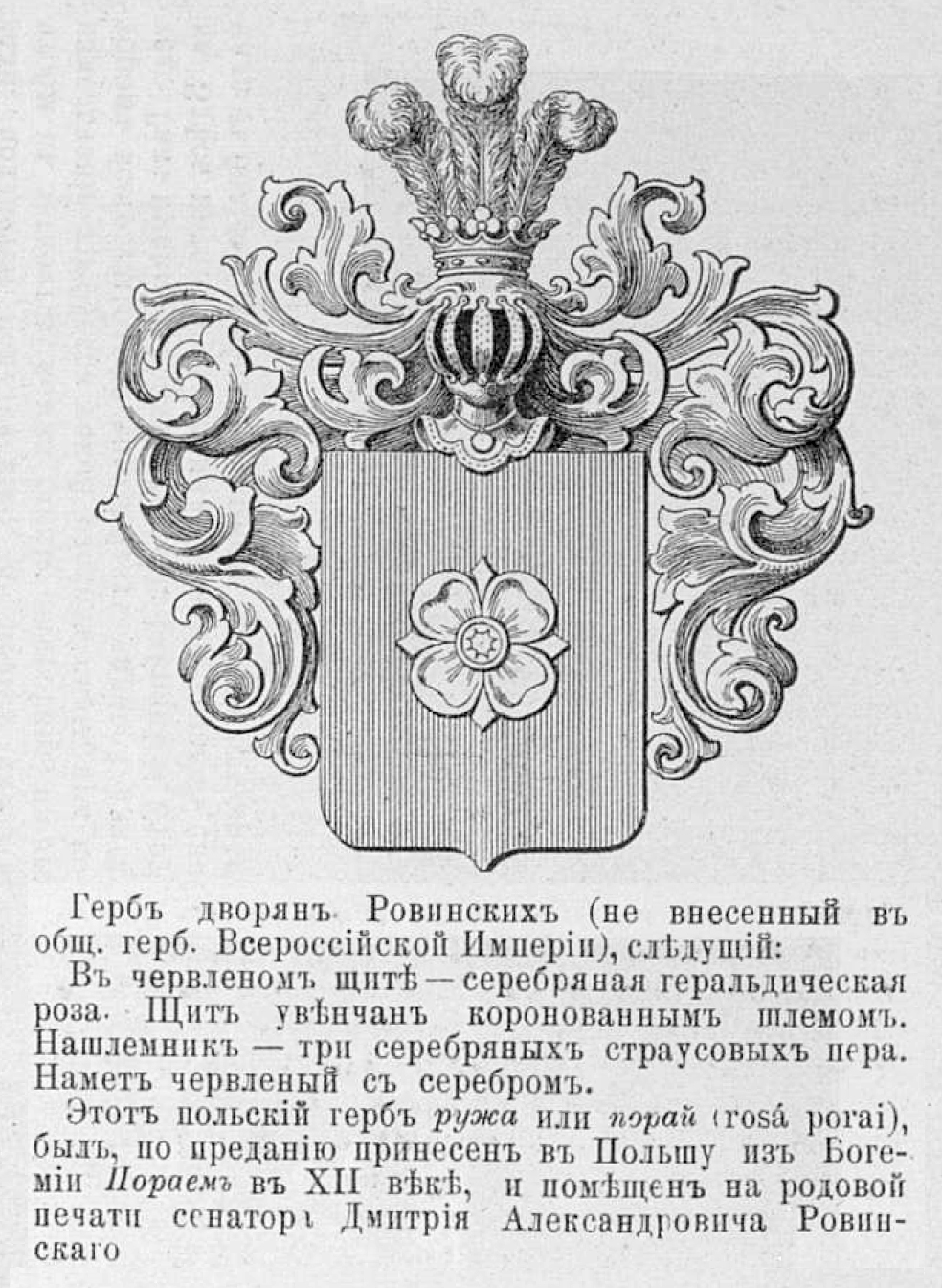

Вікентій Павлович Ровинський (також Равинський, 1786–1855) — білоруський поет, вважається автором першої поеми сучасною білоруською літературною мовою — «Енеїда навиворіт», що робить його внесок аналогічним до внеску у розвиток української літератури І. П. Котляревського.
Походив з дворян Духовщиньского повіту Смоленської губернії, син колезького радника, Духовщинського городничого Павла Васильовича Ровинського і Феодосії Семенівни Халютіной. Брав участь в кампаніях 1805 року 1806—1807, Вітчизняній війні 1812 року і закордонному поході російської армії. Ад'ютант генерала Д. С. Дохтурова. 1816 року вийшов у відставку в чині полковника. Служив в Міністерстві фінансів. Керував удільними конторами в Пензі і Костромі.

## Сім'я
Був одружений з Параскою Яківною Римською-Корсаковою, батько десяти дітей. Старший брат, Олександр Павлович (1778—1838) — полковник і учасник наполеонівських воєн, московський поліцмейстер (1815—1830).